# Sarnia Sting
Sarnia Sting är ett kanadensiskt proffsjuniorishockeylag som har spelat i Ontario Hockey League (OHL) sedan 1994. De har dock sitt ursprung från 1969 när Cornwall Royals anslöt sig till det nystartade Ligue de hockey junior majeur du Québec (LHJMQ) och spelade där fram till 1981 när de bytte till OHL. 1992 flyttades laget till Newmarket och blev Newmarket Royals. Två år senare flyttades laget återigen och den här gången till Sarnia för att vara dagens lag.
Sting spelar sina hemmamatcher i inomhusarenan Progressive Auto Sales Arena, som har en publikkapacitet på 5 200 åskådare, i Sarnia i Ontario. Laget ägs av de före detta ishockeyspelarna Derian Hatcher och David Legwand, båda två spelade över 1 000 matcher vardera i den nordamerikanska proffsligan National Hockey League (NHL). Sting har vunnit varken Memorial Cup eller J. Ross Robertson Cup, som är trofén som ges till det vinnande laget av OHL:s slutspel.
De har fostrat spelare som bland andra Reid Boucher, Eric Boulton, Sean Brown, Daniel Carcillo, Jakob Chychrun, Richard Clune, Sebastian Dahm, Mike Danton, Andy Delmore, Patrick DesRochers, Justin DiBenedetto, Dan Fritsche, Alex Galchenyuk, Trevor Gillies, Nikolaj Goldobin, Micheal Haley, Jeff Heerema, Josh Jacobs, Nail Jakupov, Mark Katic, Travis Konecny, Trevor Letowski, Matt Martin, Connor Murphy, Kris Newbury, Ivan Novoseltsev, Matt Pelech, Dalton Prout, Brett Ritchie, Jon Sim, Ryan Spooner, Steven Stamkos, Joey Tenute, Mike Van Ryn, Ryan Wilson och Pavel Zacha.